# Тип 87 (танк)
Тип 87 Чи-И (Экспериментальный танк № 1; яп. 試製1 号戦車) - японский средний танк, разрабатываемый во второй половине 1920-х годов, также является первым Японским танком, разработанный для Императорской Армии. Разработка среднего танка началась в июне 1925 года и была закончена в феврале 1927 года. Во время полевых испытаний танк оказался слишком тяжелым и слабым. Проект был отменен, был построен 1 прототип. К апрелю 1928 года был закончен проект нового среднего танка Тип 89.

## История
Разработка первого японского танка началась в июне 1925 года. Первоначальный план состоял в том, чтобы создать два типа танков — легкий 10-тонный танк на базе французского Renault FT и 20-тонный средний танк, смоделированный по образцу английского среднего танка British Vickers. Команда из четырех инженеров из автомобильной группы Технического бюро участвовала в разработке среднего танка, включая молодого офицера армии майора Томио Хару. Майор Хара позже стал начальником отдела развития танков и дослужился до генерала. По словам Хары, первоочередной задачей было разработать средний боевой танк. Техническое бюро армии изложило требования, в том числе:
- 1. Уметь атаковать «сильно укрепленные позиции», но также обладать достаточной подвижностью.
- 2. Вооружить танк 57 мм орудием, кроме того разместить спереди и сзади пулеметы для «эффективной огневой мощи».
- 3. Броня должна выдерживать по меньшей мере попадание из 57-мм противотанкового орудия.
- 4. Способность пересечения траншеи длиной 2,50 м, а также возможность преодолевать подъем в 43 градуса;
- 5. Экипаж должен состоять из 5 человек.
- 6. Ширина и высота, позволяющая осуществлять перевозку танка железнодорожным транспортом.
- 7. Возможность управления танка одним водителем.
- 8. Диапазон работы не менее 10 часов.

## Разработка
Требования армейского технического бюро были переданы 4-й военной лаборатории квартала Окуба токийского спецрайона Синдзюку. Команда инженеров приступила к разработке конструкции и много работала над тем, чтобы завершить проект в течение двух лет.  Она должна была проектировать все с нуля, включая гайки и болты, которые будут использоваться. Проект танка был закончен в мае 1926 года. Производство было приказано начать на армейском арсенале в Осаке. В то время в Японии была слабо развита тяжелая промышленность, поэтому при производстве прототипа возникли большие трудности. Опытный экземпляр был закончен к февралю 1927 года, в течение необходимого периода он был готов к полевым испытаниям.

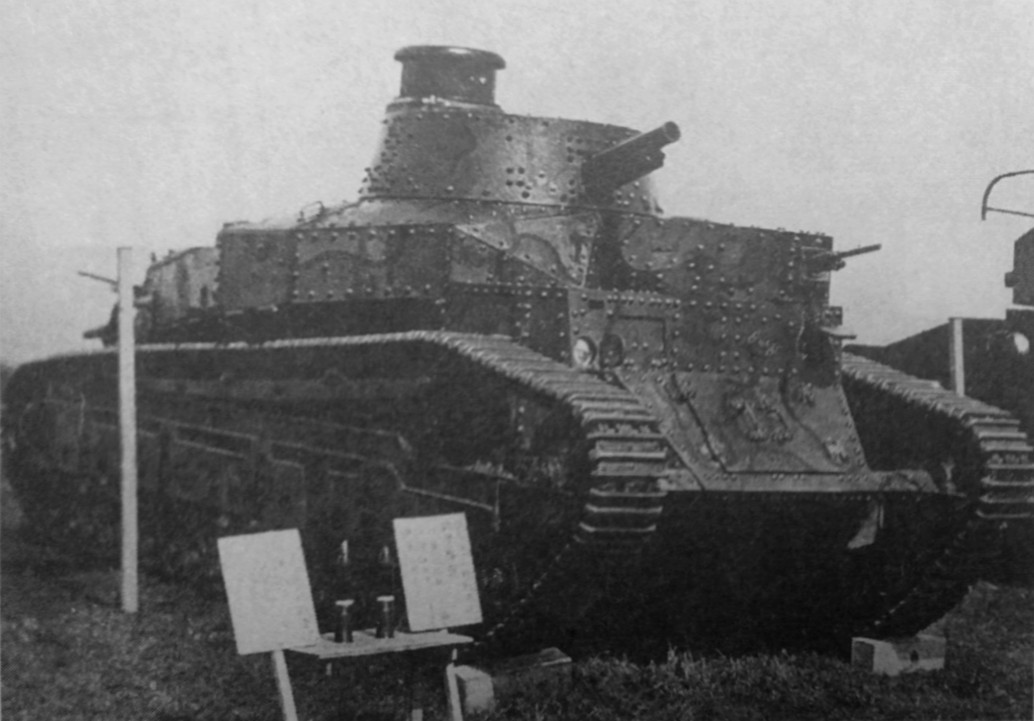
Вид на переднюю часть Тип 87

Основным оружием Чи-И была пушка Тип 90 калибра 57 мм, один пулемет размещался в передней части корпуса, а другой располагался в небольшой задней башне. Корпус был клепаный из стальных пластин толщиной от 6 до 17 мм. Танк был оснащен 8-цилиндровым бензиновым карбюраторным двигателем Mitsubishi с системой воздушно-жидкостного охлаждения, мощностью 140 л. с. Моторный отсек находился в середине корпуса, топливные баки располагались по бокам. Шасси танка имело сложную параллелограммную систему подвески. Катки были сблокированы попарно в тележки. На каждую листовую рессору приходило по две такие тележки. Позднее Хара спроектировал оригинальную подвеску: конструктивно, узел такой подвески состоял из двух опорных катков, сблокированных на балансире, шарнирно закреплённом на корпусе танка и соединённым при помощи рычагов и тяг с цилиндрической пружиной, горизонтально закреплённой на борту корпуса и как правило, укрытой броневым кожухом. Эта подвеска стала стандартной на большинстве последующих японских танков, таких как Тип 95 Ха-Го и Тип 97 Чи-Ха.

## Испытания и закрытие проекта
Многие генералы и офицеры Императорской армии Японии участвовали в полевых испытаниях Чи-И на полигоне у горы Фудзи. При массе 20 тонн японский средний танк показал максимальную скорость 20 км\ч и имел радиус разворота всего 4,6 метра, что было даже лучшим показателем, чем у зарубежных аналогов. Между тем, тяжелый вес первоначального прототипа и его низкая скорость не впечатлили Генеральный штаб, а в новом техническом задании был запрос на создание легкого танка массой 10 тонн. Новый образец был смоделирован на основе английского танка Vickers Medium Mark II, который был куплен японской армией в марте 1927 года.
К апрелю 1928 года прототип легкого танка был закончен и обозначен как Тип 89 I-Go. Прототип был завершен в 1929 году.  Тип 89 Чи-Рo (также известный как тип 89 I-Go) был разработан для исправления недостатков Чи-И.  Тип 89 был впоследствии переклассифицирован в «средний танк», потому что из-за улучшений вес превысил 10 тонн. Тем не менее, Тип 89 был легче и короче, чем Чи-И, но имел более толстую броню. Поскольку армейский арсенал Сагами не имел мощностей для массового производства подобных машин, контракт был присужден Mitsubishi Heavy Industries, которая построила новый завод для производства именно этого танка. Производство Тип 89 началось в 1931 году и вскоре он стал основным танком Императорской армии.